# Falkenberg (Rottal-Inn járás)
Falkenberg település Németországban, azon belül Bajorországban. Lakosainak száma 3958 fő (2023. december 31.). Falkenberg Malgersdorf, Arnstorf, Schönau, Hebertsfelden, Eggenfelden, Unterdietfurt, Rimbach, Simbach és Reisbach községekkel határos.

## Népesség
A település népessége az elmúlt években az alábbi módon változott:
| Lakosok száma | 3243 | 2482 | 3775 | 3720 | 3762 | 3745 | 3736 | 3778 | 3919 | 3958 |
|               | 1970 | 1975 | 2011 | 2012 | 2014 | 2015 | 2017 | 2019 | 2022 | 2023 |